# Polinomios de Hermite
Los polinomios de Hermite son un ejemplo de polinomios ortogonales que encuentran su principal ámbito de aplicaciones en mecánica cuántica, sobre todo en el estudio del oscilador armónico unidimensional. Son nombrados así en honor de Charles Hermite.

Los cinco primeros polinomios de Hermite (probabilísticos').

## Definición
Los polinomios de Hermite se definen como:
{\displaystyle H_{n}(x)=(-1)^{n}e^{x^{2}/2}{\frac {d^{n}}{dx^{n}}}e^{-x^{2}/2}\,\!}
(los "polinomios de Hermite probabilísticos") o, a veces, como (los "polinomios de Hermite físicos"):
{\displaystyle H_{n}^{\mathrm {phys} }(x)=(-1)^{n}e^{x^{2}}{\frac {d^{n}}{dx^{n}}}e^{-x^{2}}\,\!}
Estas dos definiciones no son exactamente equivalentes; una es un reescalado trivial de la otra:
{\displaystyle H_{n}^{\mathrm {phys} }(x)=2^{n/2}H_{n}^{\mathrm {prob} }({\sqrt {2}}\,x)\,\!}.
Los polinomios físicos pueden expresarse como:
{\displaystyle H_{n}^{\mathrm {phys} }(x)=(2x)^{n}-{\frac {n(n-1)}{1!}}(2x)^{n-2}+{\frac {n(n-1)(n-2)(n-3)}{2!}}(2x)^{n-4}-\dots }

## Propiedades

### Ortogonalidad
{\displaystyle \displaystyle {H_{n}}} es un  polinomio de grado n, con n = 0, 1, 2, 3, ....  Estos polinomios son ortogonales con respecto de la función peso (medida)
{\displaystyle e^{-x^{2}/2}\,\!}    (probabilista)
o
{\displaystyle e^{-x^{2}}\,\!}    (física)
es decir
{\displaystyle \int _{-\infty }^{\infty }H_{n}(x)H_{m}(x)\,e^{-x^{2}/2}\,dx}
{\displaystyle =n!{\sqrt {2\pi }}~\delta _{\mathit {nm}}}    (probabilista)
o
{\displaystyle \int _{-\infty }^{\infty }H_{n}(x)H_{m}(x)\,e^{-x^{2}}\,dx={n!2^{n}}{\sqrt {\pi }}~\delta _{\mathit {nm}}}    (física)
donde {\displaystyle \delta _{\mathit {nm}}} es la delta de Kronecker, que vale la unidad cuando n = m y cero en otro caso. Los polinomios probabilísticos son ortogonales con respecto a la función de densidad de probabilidad normal.

### Función generadora
{\displaystyle e^{2tx-t^{2}}=\sum _{n=0}^{\infty }{\frac {H_{n}^{\mathrm {phys} }(x)t^{n}}{n!}}}

## Fórmulas de recurrencia
Los polinomios de Hermite (en su forma "física") satisfacen las siguientes relaciones de recurrencia:
{\displaystyle H_{n+1}^{\mathrm {phys} }(x)=2xH_{n}^{\mathrm {phys} }(x)-2nH_{n-1}^{\mathrm {phys} }(x)}
{\displaystyle {H'}_{n}^{\mathrm {phys} }(x)=2nH_{n-1}^{\mathrm {phys} }(x)}

### Recurrencia integral
Una recurrencia integral que se deduce y demuestra en  son las que siguen:
{\displaystyle He_{n+1}(x)=(n+1)\int _{0}^{x}He_{n}(t)dt-He'_{n}(0),}
{\displaystyle H_{n+1}(x)=2(n+1)\int _{0}^{x}H_{n}(t)dt-H'_{n}(0).}
- A través de estas recurrencias se obtienen los primeros polinomios de Hermite aplicados a la probabilidad son:

{\displaystyle {\begin{aligned}{\mathit {He}}_{0}(x)&=1,\\{\mathit {He}}_{1}(x)&=x,\\{\mathit {He}}_{2}(x)&=x^{2}-1,\\{\mathit {He}}_{3}(x)&=x^{3}-3x,\\{\mathit {He}}_{4}(x)&=x^{4}-6x^{2}+3,\\{\mathit {He}}_{5}(x)&=x^{5}-10x^{3}+15x,\\{\mathit {He}}_{6}(x)&=x^{6}-15x^{4}+45x^{2}-15,\\{\mathit {He}}_{7}(x)&=x^{7}-21x^{5}+105x^{3}-105x,\\{\mathit {He}}_{8}(x)&=x^{8}-28x^{6}+210x^{4}-420x^{2}+105,\\{\mathit {He}}_{9}(x)&=x^{9}-36x^{7}+378x^{5}-1260x^{3}+945x,\\{\mathit {He}}_{10}(x)&=x^{10}-45x^{8}+630x^{6}-3150x^{4}+4725x^{2}-945.\end{aligned}}}
- y los primeros polinomios de Hermite aplicados a la física son:

{\displaystyle {\begin{aligned}H_{0}(x)&=1,\\H_{1}(x)&=2x,\\H_{2}(x)&=4x^{2}-2,\\H_{3}(x)&=8x^{3}-12x,\\H_{4}(x)&=16x^{4}-48x^{2}+12,\\H_{5}(x)&=32x^{5}-160x^{3}+120x,\\H_{6}(x)&=64x^{6}-480x^{4}+720x^{2}-120,\\H_{7}(x)&=128x^{7}-1344x^{5}+3360x^{3}-1680x,\\H_{8}(x)&=256x^{8}-3584x^{6}+13440x^{4}-13440x^{2}+1680,\\H_{9}(x)&=512x^{9}-9216x^{7}+48384x^{5}-80640x^{3}+30240x,\\H_{10}(x)&=1024x^{10}-23040x^{8}+161280x^{6}-403200x^{4}+302400x^{2}-30240.\end{aligned}}}